# Бой при Кальнишке
Бой при Кальнишке — вооружённое столкновение между войсками НКВД, при содействии истребителей из Симнаса, и литовскими партизанами, произошедшее 16 мая 1945 года в Кальнишкском лесу Алитусского уезда Симнасской волости Литовской ССР.
Советские войска окружили около отряд «лесных братьев» под командованием Й. Нефалта-Лакунас, который насчитывал 90 человек. Литовские партизаны оказали вооружённое сопротивление, а после наступления темноты смогли прорваться из окружения.
Данные о потерях разнятся. По данным партизан, погибло 400 сотрудников НКВД и истребителей, а советские источники насчитывают только 4-х погибших. Трупы убитых «лесных братьев» были привезены в Симнас и выставлены на площади на всеобщее обозрение; через три дня они были закопаны на побережье Симнасского озера недалеко от Симнасского кладбища. В 1988 года на месте захоронения был поставлен крест. Место обозначил и крест изготовил участник боя при Кальнишке Эдмундас Аустрявичюс. В 1989 году останки «лесных братьев» были перезахоронены в Симнасском кладбище, поставлен памятник.
В каждом году в середине мая в Симнасе собираются участники боя при Кальнишке, родственники и близкие погибших. В 2005 году в мероприятиях по этому поводу принял участие президент Литвы Валдас Адамкус.